# Calderone (cucina)

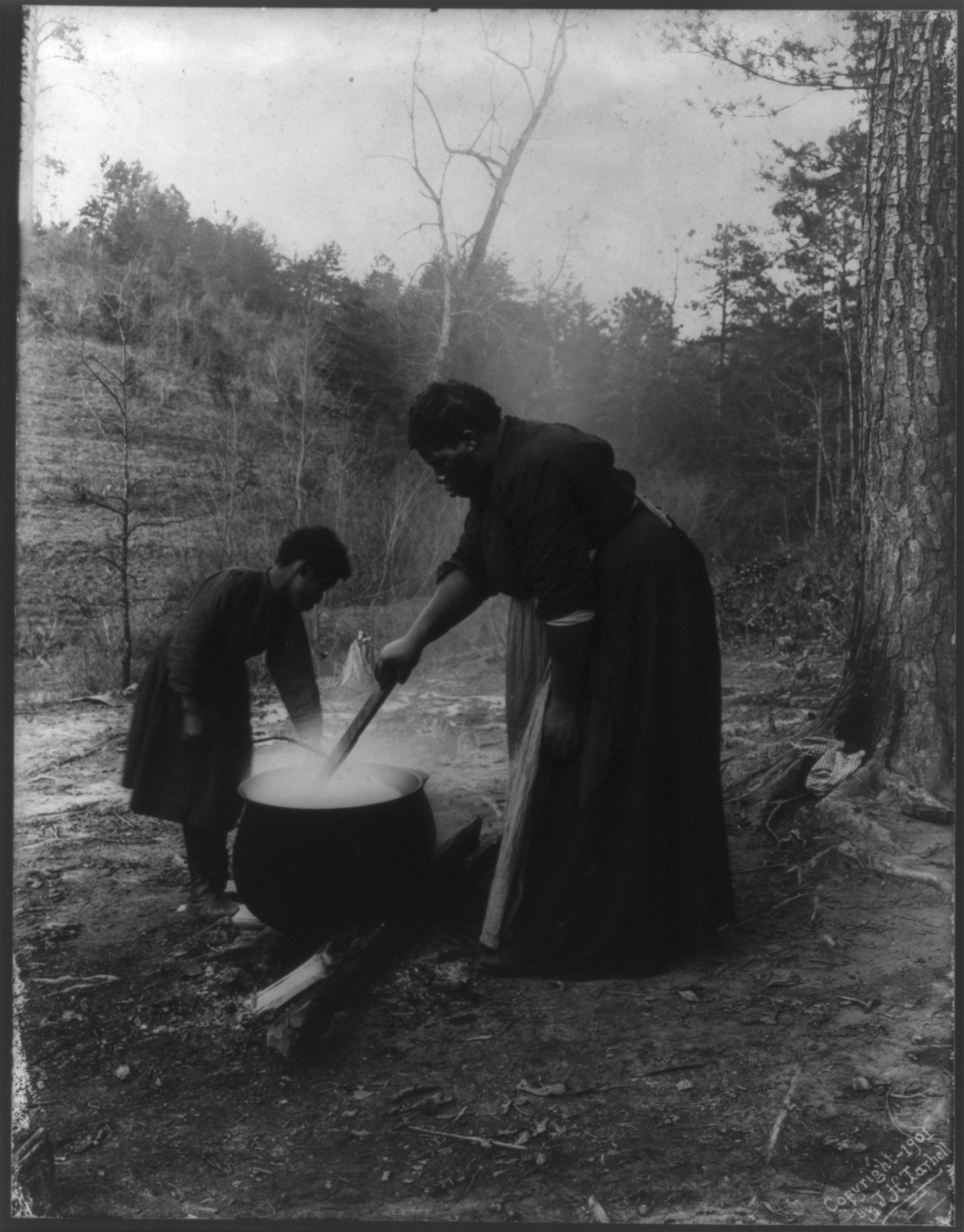
Bucato nel calderone

Il calderone (dal latino calidus mediante la forma calideronem) è un tipo di pentola molto grande, realizzata in metallo, ferro, rame, bronzo, caratterizzata dal fondo tondeggiante. 

## Storia
I primi calderoni compaiono nella preistoria come recipienti in bronzo utilizzati solitamente per la cottura dei cibi, ma il cui uso effettivo può essere stato sovente diverso.

## Struttura
Il manico, incernierato in modo da poter essere ripiegato, serve per appendere il calderone a un treppiede o ad altro sostegno verticale capace di mantenerlo sospeso sopra il fuoco, nonché per trasportarlo utilizzando un'asse di sostegno sorretta orizzontalmente da due o più persone. Alcuni calderoni sono dotati di tre piedi d'appoggio saldati e adeguati alle dimensioni della pentola.
Si utilizza il calderone per cuocere grosse quantità di cibo o grossi pezzi di alimento. Durante la macellazione casalinga del maiale lo si utilizzava per cuocere le cotenne, le ossa da spolpare e per preparare lo strutto. Veniva utilizzato anche per fare il bucato.
Nel nostro immaginario il calderone è il pentolone delle streghe e dei druidi o quello in cui i cannibali lessano l'avventuroso esploratore.
Il paiolo è simile al calderone, ma ha dimensioni più contenute.